# Costa Shirase
|  |

La costa Shirase (en inglés, Shirase Coast) es el sector más septentrional de la costa poco definida de la Antártida Occidental sobre el mar de Ross y la barrera de hielo Ross. Se extiende desde el extremo norte de la desembocadura de la corriente de hielo MacAyeal (o E), límite con la costa Siple (80°10′S 151°00′O / -80.167, -151.000), hasta el cabo Colbeck (77°07′S 158°01′O / -77.117, -158.017) en la extremidad noroeste de la península de Eduardo VII, que la separa de la costa Saunders en el extremo occidental de la Tierra de Marie Byrd.
La costa Shirase es reclamada por Nueva Zelanda como parte de la Dependencia Ross, pero esa reclamación solo es reconocida por unos pocos países y desde la firma del Tratado Antártico en 1959, lo mismo que otras reclamaciones antárticas, ha quedado sujeta a sus disposiciones, por lo que Nueva Zelanda ejerce actos de administración y soberanía sobre el territorio sin interferir en las actividades que realizan otros estados en él.
En la costa Shirase se halla la corriente de hielo Echelmeyer (o F), que fluye desde la meseta Rockefeller, y el glaciar Kiel, que fluye desde las montañas Rockefeller y desemboca en la ensenada Prestrud delineando por el sur la península de Eduardo VII. La costa de esta península al norte de la bahía Okuma se halla fuera de la barrera de hielo. Frente a la costa Shirase se halla la isla Roosevelt, formando un domo dentro de la barrera de hielo Ross. Inmediatamente al norte de esa isla se encuentra un puerto de hielo natural que Ernest Shackleton denominó bahía de las Ballenas el 24 de enero de 1908. Esta bahía se forma en el frente de la barrera de hielo Ross a causa del cruce de dos sistemas de hielo influenciados por la isla Roosevelt y sirvió de base para la expedición de Roald Amundsen al polo sur en 1911, para las expediciones de Richard E. Byrd en 1928-1930 y 1933-1935, y para la Base Oeste de los Estados Unidos entre 1939 y 1941.
La costa Shirase fue nombrada por el New Zealand Antarctic Place-Names Committee en 1961 en honor al teniente Nobu Shirase, líder de la Expedición Antártica Japonesa, cuyo barco, el Kainan Maru, navegó cerca de esta costa en enero de 1912, desembarcando en la bahía Kainan, otro puerto de hielo, y en la bahía de las Ballenas. Desde la península de Eduardo VII otro grupo de la expedición viajó en trineo hasta la cordillera Reina Alexandra.